# 沃东库尔
沃东库尔（法語：Vaudoncourt，法語發音：[vodɔ̃kuʁ] ⓘ）是法国大東部大區孚日省的一个市镇，属于讷沙托区。

## 地理
沃东库尔（48°13'9"N, 5°48'22"E）面积5.67 平方千米，位于法国大東部大區孚日省，该省份为法国东北部内陆省份，北起默兹省和默尔特-摩泽尔省，西接上马恩省，南至上索恩省和贝尔福地区省，东临上莱茵省和下莱茵省。
与沃东库尔接壤的市镇（或旧市镇、城区）包括：安日维尔、比尔涅维尔、马兰库尔、莫维尔、索尔叙尔-莱比尔涅维尔。

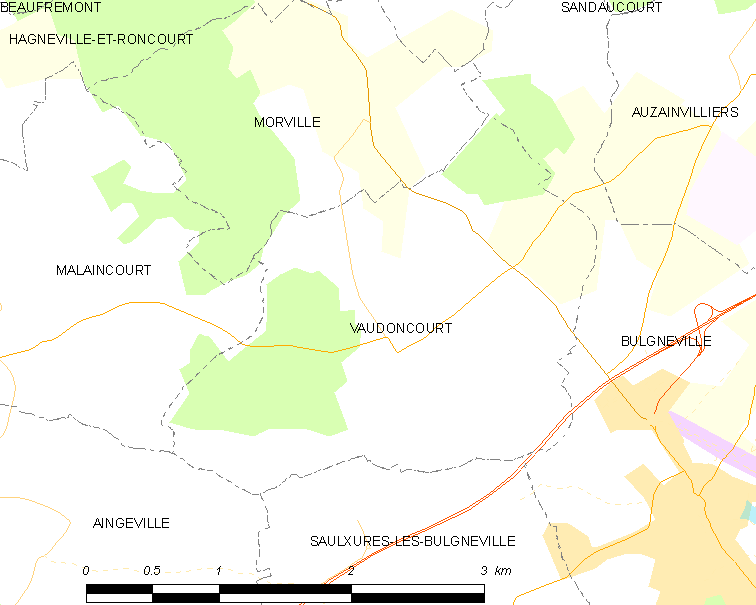
沃东库尔的OSM定位图

沃东库尔的时区为UTC+01:00、UTC+02:00（夏令时）。

## 行政
沃东库尔的邮政编码为88140，INSEE市镇编码为88496。

## 政治
沃东库尔所属的省级选区为维泰勒县。

## 人口

1962-2008年间沃东库尔人口变化图示

沃东库尔于2022年1月1日时的人口数量为151人。